# 生殖系突变
生殖系突变（英語：Germline mutation）是指在生殖细胞中发生的任何可检测、可遗传的突变。
在生殖细胞系列以外的细胞中发生的突变称为体细胞突变，也称作获得性突变。生殖系突变和体细胞突变的不同在于：生殖系突变可遗传给后代，而体细胞中发生的突变不能。
生殖系突变能够导致后代产生组成性突变，即该突变出现在后代的每个细胞中。组成性突变可在受精作用后不久发生（遗传于亲本的生殖性突变），当然亦可遗传于亲本的组成性突变。
在动物中，生殖系突变更容易发生在精子中（与卵细胞相比），这是由于精子数目远大于卵细胞数目，精子的形成需要更多的精母细胞进行细胞分裂，而突变通常发生于DNA复制、细胞分裂的过程中。